# Ad vitam (film)
Pour les articles homonymes, voir Ad vitam.
Pour plus de détails, voir Fiche technique et Distribution.
Ad vitam est un film franco-belge co-écrit et réalisé par Rodolphe Lauga, sorti en 2025 sur Netflix.
Ad vitam signifie en latin : « Pour (toute) la vie ».
Le film suit Franck Lazareff, un ancien membre du GIGN qui vit désormais avec sa femme Léo et s’apprête à devenir père. C'est alors qu'une organisation criminelle liée à ses années au sein du GIGN fait irruption à leur domicile et kidnappe Léo. En échange de la vie de son épouse, Franck va devoir obéir aux ordres du groupuscule. Aidé de son ami Ben, il n'a que quatre heures pour agir.

## Synopsis

### Dix ans avant les événements du film
Frank Lazareff intègre le GIGN et commence sa carrière aux côtés de son ami Nico et de Léo, l’une des rares femmes du groupe.
Puis une nouvelle recrue rejoint leur unité : Benjamin, dit Ben, jeune Maghrébin adopté par des Français. Il se distingue par son assurance, son talent et son impertinence envers ses formateurs.
Au fil du temps, Frank se rapproche de Léo qui s'est spécialisée au fur et à mesure des missions dans la négociation de crise.

### Un an avant les événements du film
Frank, Nico et Ben rentrent d’un entraînement avec leur unité et prévoient de passer la soirée ensemble. Traversant Versailles, Frank reçoit un appel d’un ami portier à l’hôtel Trianon : des coups de feu ont été entendus, mais la police n’a pas encore été prévenue. Frank décide de se rendre sur place avec ses camarades afin d'évaluer la situation, en attendant l'arrivée de renforts.
Quand Nico repère deux hommes suspects, il tente de les interpeller, mais ceux-ci ouvrent le feu sur le trio. Une femme est prise en otage, Nico et Ben sont blessés à l'arme blanche. Les assaillants sont abattus, mais Nico, touché à la carotide, succombe à ses blessures.
Le supérieur de Franck juge cette intervention au lourd bilan illégitime et il l'exclut du GIGN. Léo décide de partir avec lui, voyant là l'opportunité d'un nouveau départ. Ben, grièvement blessé au genou, quitte également le groupement.
Franck et Léo s'installent à Paris et tentent de reconstruire leur vie ; elle tombe enceinte. Rangeant ses affaires, Frank retrouve l'écusson de son père, ancien membre du GIGN. Portant la devise Ad vitam, il est taché du sang d’un des assaillants du Trianon. Une analyse de laboratoire révèle que ce dernier était un agent des forces spéciales, travaillant ponctuellement pour le gouvernement français et la DGSI. Frank dissimule ces résultats et l'écusson dans un coffre, dont il cache la clé sur le toit de son immeuble.
Désireux de faire éclater la vérité, il contacte une journaliste qui lui promet l’anonymat, mais il est trahi par un collègue de sa rédaction à la solde de la DGSI. Un entretien entre la ministre de l'Intérieur et le directeur de l'agence permet de cerner les événements du Trianon : les assaillants avaient été envoyés par les services de renseignement pour récupérer des documents confidentiels sur une négociation entre les États-Unis et l’Australie. Cette négociation était menée par un ancien Navy SEAL, membre de la CIA, accompagné de son garde du corps, qui ont été les premières victimes de l’attaque ayant conduit à l'intervention de Frank.

### Dans le présent
Frank s’est reconverti en cordiste à la basilique du Sacré-Cœur de Montmartre, un métier en adéquation avec ses compétences de grimpeur. Il vit toujours avec Léo, dont la grossesse arrive à son terme, et reste en contact avec Ben, devenu entraîneur de boxe. Deux intrusions ont eu lieu dans leur appartement parisien : les cambrioleurs cherchaient visiblement la clé du coffre contenant l’écusson, sans succès.
Un jour, Frank échappe de justesse à une tentative de meurtre sur son lieu de travail : sa corde de sécurité se détend brutalement, provoquant une chute qu’il parvient à stopper in extremis. L’accident a été causé par un certain Stanislas, remplaçant sur le chantier. Frank tente de le rattraper, mais une voiture l’exfiltre. Peu après, Stanislas est exécuté par le groupe des cambrioleurs qui l'avait exfiltré, des Flamands dirigés par un certain Vanaken.
Vanaken et son équipe attaquent Frank et Léo chez eux, exigeant la clé du coffre. Frank l’a entre-temps cachée dans sa salle de bain. En représailles à son silence, Léo est enlevée. Les ravisseurs laissent à Frank un téléphone et un ultimatum : il a quatre heures pour livrer l’écusson, sans quoi son épouse sera tuée. Toute tentative de contacter la police lui est impossible, car il est recherché pour le meurtre de Stanislas – ses empreintes ayant été placées sur l’arme du crime, et plusieurs témoins l’ayant vu poursuivre la victime.
Malgré la présence des forces de l’ordre, Frank retourne chez lui pour récupérer la clé… qui a disparu. Repéré par des agents, il parvient à s’échapper par les toits.
Il rejoint Ben, qui accepte de l’aider. Il tache de son sang un autre écusson afin de tromper Vanaken. Puis les deux hommes se rendent dans la forêt de Rambouillet, où est retenue Léo.
Sur place, Frank se sépare de Ben et dissimule un traceur sur lui. Il retrouve Léo et remet le faux écusson à Vanaken, qui les confie à deux de ses hommes chargés de les exécuter. Ben intervient alors et libère ses amis. Une fusillade éclate, et le trio prend la fuite en voiture, poursuivi par les hommes de Vanaken.
La course-poursuite s’intensifie. Léo, blessée par balle, perd les eaux et est sur le point d'accoucher, tandis que la gendarmerie s'en mêle et tente d’arrêter Frank. Ben est blessé aussi, mais avec l'aide de Franck, parvient à atteindre l’hôpital André Mignot de Versailles. Vanaken est neutralisé. Frank conduit Léo aux urgences avant d’être arrêté par ses anciens collègues.

### Épilogue
Dans les semaines suivantes, Léo parvient à innocenter Frank grâce aux preuves qu’il détenait. Elle avait discrètement récupéré la clé du coffre lors de l’agression à leur domicile, ce qui lui permet de remettre les preuves disculpantes à la juge d'instruction. L’affaire est révélée dans la presse.
Frank sort de prison et retrouve Léo et leur bébé, sous le regard de Ben, qui a survécu à ses blessures.

## Fiche technique
Sauf indication contraire, les informations mentionnées dans cette section peuvent être confirmées par les bases de données cinématographiques IMDb et Allociné,  présentes dans la section « Liens externes ».
- Titre : Ad vitam
- Réalisation : Rodolphe Lauga
- Scénario : Rodolphe Lauga et Guillaume Canet, avec la participation de David Corona
- Musique : Amine Bouhafa
- Décors : Stéphanie Guitard
- Costumes : Carine Sarfati
- Photographie : Vincent Mathias
- Montage : Yann Malcor et Marion Monnier
- Production : Guillaume Canet
  - Production exécutif : Jean Cottin
- Sociétés de production : Cabanes Productions, Caneo Films, Les Films du Cap et Beside Productions (Belgique)
- Société de distribution : Netflix
- Budget : N/A
- Pays de production :  France et  Belgique
- Langue originale : français
- Format : couleur - son : Dolby Digital
- Genre : thriller, action
- Durée : 98 minutes
- Dates de sortie[1] : 10 janvier 2025 (sur Netflix)

## Distribution
- Guillaume Canet : Franck Lazareff
- Stéphane Caillard : Léo
- Nassim Lyes : Benjamin Lauga
- Zita Hanrot : Manon
- Alexis Manenti : Nico
- Johan Heldenbergh : Vanaken
- Jean-Yves Berteloot : le chef de la brigade du GIGN
- Étienne Guillou-Kervern : Stanislas Lacaze
- Cyrielle Clair : La mère de Léo
- Maurice Chan : un policier scientifique
- Schmitt Charly : Bruno
- Stéphane Rideau : Stanislas
- Laurent Merillon : une gendarme du GIGN
- Clément Moreau : le médecin

## Production
En 2016, alors qu'il tourne le film Jadotville (dans lequel il incarne Roger Faulques), Guillaume Canet s'entraîne avec d'anciens membres du GIGN, dont Thibault Lévêque. Ce dernier lui raconte son histoire et lui inspire en partie le scénario. Guillaume Canet coécrit ensuite le scénario avec Rodolphe Lauga, avec lequel il avait déjà cosigné Rock'n Roll (2017) et qui avait été cadreur sur Les Petits Mouchoirs (2010) et Blood Ties (2013). David Corona, ancien négociateur du GIGN, participe également à l'écriture du script.
Le tournage a lieu à Paris,,, au Chesnay-Rocquencourt, à Pontoise, à Rambouillet, à Saint-Léger-en-Yvelines et à Versailles entre avril et juin 2024.